# Orci (Tolkien)
Orci su rasa iz Tolkienove mitologije. Pojavljuju se u njegovim knjigama Gospodar prstenova, Hobbit, Silmarillion, Nedovršene pripovijesti, Hurinova djeca, Povijest Međuzemlja ... Naziv orci dolazi od staroengleske riječi orc što znači demon. 

## O porijeklu
S obzirom na to da je profesor imao jednu "neugodnu" osobinu – do kraja života je mijenjao i nadograđivao svoj rad i brojne su njegove teorije ostale nedovršene – tako postoji i više teorija o postanku oraka. 

Najvjerojatnijom od svih čini se ona objavljena u Silmarillionu koja kaže da su orci nastali mučenjem i "kvarenjem" vilenjaka od strane Neprijatelja. Po toj je teoriji u najdubljim jamama Utumna u Doba prije Mjeseca i Sunca Melkor počinio svoje najgore djelo. Zarobio je mnoge pripadnike tek probuđene rase vilenjaka i u svojim tamnicama jezivim mučenjem od njih stvorio uništen i strašan oblik života, demonsku rasu robova – orke. 

"No mudraci Eressea ovo drže istinitim, da su svi Quendi koji prije propasti Utumna dopadoše Melkorovih šaka bili do posljednjeg bačeni u tamnicu i postupnom, okrutnom vještinom izopačeni i porobljeni; te je ovako Melkor uzgojio odvratnu rasu orkova iz zavisti i na ruglo vilenjacima, kojima su ovi poslije bili najljući neprijatelji." (Silmarillion, str. 52.)

Međutim, ta teorija otvara jedno drugo pitanje koje je Tolkien također ostavo nejasnim – o životnom vijeku oraka. Ako su nastali od vilenjaka orci su možda bili besmrtni? U knjigama sam Tolkien to nije ni potvrdio, ali ni opovrgnuo. 

Neke podvrste oraka nastale su kasnije križanjem samih oraka i ljudi. Na taj je način Sauron stvorio neustrašivu vrstu Uruk hai-je. Za vrijeme Rata za Prsten Saruman je na isti način stvorio svoju vojsku Uruka. 

Međutim, Tolkien je s vremenom postao nesiguran u vilenjačko porijeklo oraka, pa je počeo istraživati i ostale mogućnosti (Morgoth's Ring). Pred kraj života profesor je radio na izmjenama čitave povijesti Arde – pojavu ljudske rase vremenski je smjestio vrlo blizu pojavi vilenjaka. Možda je uzrok tomu pokušaj da objasni ljudsko porijeklo oraka?

Bilo kako bilo, Tolkien je umro prije nego što je uspio dovršiti te vrlo opsežne izmjene. Tako je jedina dovršena, i u Silmarillionu objavljena, ostala ona teorija o vilenjačkom porijeklu oraka.

## Karakteristike
Jedinu radost ova su stvorenja nalazila u bolu i patnji drugih, jer krv koja je tekla u njima bila je crna i hladna. Njihova su obličja bila jeziva – zgrbljena leđa, krive i zdepaste noge, ruke dugačke i snažne, koža crna. Zubi su im bili žuti, usta široka, jezici crveni i debeli, a nosnice i lica široki i plosnati. Najgore od svega bile su njihove oči – zagasito crvene pukotine iz kojih je plamtjela mržnja. Orci su bili žestoki ratnici jer su se mnogo više plašili svoga gospodara nego bilo kojeg neprijatelja. Bili su kanibali, okrutni i strašni, i često su "na meniju" imali pripadnike vlastite vrste. Orci su bili okoćeni kao robovi Gospodara tame i zato su se plašili svjetla koje ih je slabilo i peklo. Dobro su vidjeli po mraku, a živjeli su u gadnim, prljavim jamama u kojima su se množili brže od bilo kojih drugih bića na Ardi.

## Povijest

### Prvo i Drugo doba
Tijekom Rata Sila Valari su došli do Utumna, provalili u njega i Melkora vezali Angainorom, velikim lancem koji je iskovao Aulë, te potamanili sve njegove sluge u dubokim jamama, a među njima i većinu oraka. Oni koji su preživjeli bili su bez gospodara i besciljno su tumarali okolo. U stoljećima koja su uslijedila bilo je velikih seoba vilenjaka u kojima se orci, koji su živjeli skriveni u najmračnijim jamama Međuzemlja, nisu usuđivali otvoreno pokazivati pa vilenjačke predaje uopće ne govore o njima sve do kraja trećeg vijeka Melkorovog zatočeništva. A do tog su vremena orci ponovno postali drski, predosjećajući, valjda, skori povratak svoga Gospodara. Počeli su izlaziti iz skrovite tame Angbanda te su se zajedno s vukovima i vukodlacima usudili prodrijeti u Beleriand sve do sindarskog kraljevstva Doriatha. Bili su dobro oklopljeni i naoružani – nosili su krive sablje, otrovne bodeže, strijele i široke mačeve. Sivi vilenjaci nisu znali kakvi su stvorovi bili orci iako nije bilo sumnje da su bili zli. 
"... a među njima bijahu i orci, koji su poslije upropastili Beleriand; no sada ih je bilo malo i na oprezu i tek su njuškali uokolo po zemlji, čekajući povratak svojega gospodara. Odakle su došli i što su bili, vilenjaci nisu znali, misleći za njih da su Avari koji su postali zli i neobuzdani u divljini; a kazuje se da su u ovom bili preblizu pravoj istini." (Silmarillion, str. 100.)
Kako Sivi vilenjaci u to doba nisu koristili metalno oružje, od patuljaka iz Nogroda i Belegosta su nabavili oružje od kovanog željeza. Tako dobro naoružani poubijali su većinu oraka a ostale su potjerali iz Belerianda. 
Međutim kad se Melkor/Morgoth vratio u Beleriand orci su krenuli u otvoreni rat. Bio je to početak ratova Belerianda. U dolini rijeke Gelion presreli su ih Sivi vilenjaci kralja Thingola i Denethorovi (nandorski vilenjak, sin Lenwëov) Zeleni vilenjaci (Laiquendi, vilenjaci iz Ossirianda). U toj Prvoj bitci orci su desetkovani i natjerani u bijeg u Plave planine. Tamo su ih dočekale oštre sjekire patuljaka i malo se koji ork (legende kažu i nijedan) iz te vojske spasio. Ali Morgoth je odaslao tri velike vojske oraka. Druga se vojska digla i pregazila zapadni Beleriand te započela opsadu Falasa. Međutim, gradovi Falathrima nisu pali. Zato su se druga i treća oračka vojska spojile i krenule prema Mithrimu s namjerom da poubijaju novopridošle Noldore. Ali orci nisu bili spremni za ono što ih je tamo snašlo. Prema tjelesnoj snazi i moći Noldori su bili daleko iznad i najcrnjih oračkih noćnih mora.  U očima im se vidjelo svjetlo Amana, a mačevi su im bili blistavi, dugi i opasni. Tako je započela druga bitka Beleriandskih ratova, u kojima su se orci borili protiv Noldora koje je u Međuzemlje doveo Feanor. Ta je bitka nazvana Bitka pod zvijezdama, Dagor-nuin-Giliath. Iako je sam Feanor ubijen u toj bitci (pred samim vratima Angbanda ubili su ga Balrozi), oračke su vojske bile potpuno uništene. Druga noldorska vojska predvođena Fingolfinom pojavila se sa Zapada i zasljepljujuća svjetlost Sunca se pojavila na nebu te je svim Morgothovim slugama ulila stravu u kosti. Tako je otpočelo Prvo doba Sunca i neko su vrijeme orci bili zaustavljeni. Uskoro, međutim, pod krinkom tame (a i koristeći neslogu među Noldorima) pojavila se još jedna oračka vojska, brojnija i bolje naoružana od one tri prethodne. 
"No Morgoth se prenu iz misli i nasmija se vidjevši raskol među svojim neprijateljima. U jamama Angbanda on stvori strašan dim i paru, a oni (orci op.a.) iskuljaše van kroz zadimljene vrhunce Željeznoga gorja, a u Mithrimu ih se moglo vidjeti izdaleka kako kaljaju bistar zrak prvih zemaljskih jutara." (Silmarillion*, str.117.)
U Slavnoj bitci (Dagor Aglareb) legije orka ponovno su doživjele poraz. U to je vrijeme započela i opsada Angbanda i orci su, izuzev napada manjih grupica, uglavnom zadržavani unutar angbandskih zidina. Ali Morgothova je moć rasla jer je mračnim čaranjima nakotio još od oračke rase, ali i zmajeve, a od ranije je uza se imao i balroge, trolove, vukodlake i brojna druga silna čudovišta. Kad je zaključio da je spreman, moćna je vojska prokuljala iz Angbanda započinjući Bitku iznenadnog plamena (Dagor Bragollach). Time je razbijena opsada Angbanda i vilenjaci su bili poraženi. Od te silne bitke broje se godine užasa koje orci pamte kao Velike godine. U to vrijeme pao je Tol Sirion, i pregažena su kraljevstva Hithlum, Mithrim, Dor-lomin i Dorthonion. U Bitci nebrojenih suza (Nirnaeth Arnoediad), petoj bitci u Ratovima Belerianda, vilenjaci i edaini su bili potpuno poraženi. Oračke su legije umarširale u Beleriand, pao je Falas, kao i gradovi Brithombar i Eglarest. Vođena je i Tumhaladska bitka i Nargothrond je poharan; zbog svađa oko Silmarilla s patuljcima i Feanorovim sinovima Menegroth je dva puta pregažen i zemlje Sivih vilenjaka su opustošene. Konačno je pao i Gondolin. Tako je Morgothova pobjeda bila skoro konačna i njegovi su orci harali Beleriandom. 
Ipak, užas tog doba je završen kada su Valari, Maiari, te Vanyari i Noldori iz Tiriona izašli iz Neumirućih zemalja i poveli Veliku bitku (Gnjevni rat). U toj je bitci Angband razoren i urušene sve planine sjevera, a nakon nje Beleriand je potonuo. Morgoth je zauvijek bačen u Prazninu a njegovi sluge, pa tako i orci, istrijebljeni su sa sjeverozapada Međuzemlja. Ali orci su ipak preživjeli jer je dio te odvratne rase pobjegao i ležao skriven u smrdljivim jazbinama ispod mračnih planina, koteći se i množeći. Kad je postalo očito da je Morgothov glavni zapovjednik Sauron preživio, orci su mu se stavili u službu. Dobro su mu služili u svim ratovima koje je poduzimao, sve do Posljednjeg saveza vilenjaka i ljudi kada je padom Mordora i istrebljenjem najvećeg dijela oračke rase okončano Drugo doba. 

### Treće doba
Nažalost, i u Trećem dobu, oni orci koji su živjeli skriveno po najdubljim jamama su preživjeli. Ostavši bez gospodara orci su mnogo stoljeća živjeli skriveni odvažujući se tek na brze prepada i pljačke. Međutim kad je prošlo više od tisuću godina Trećega doba i kad se Sauron ponovno pojavio u Dol Gulduru, orci su se opet pridružili svom gospodaru, te im je moć ponovno rasla. Prvo su ojačali u Mrkodolu i Maglenom gorju, a zatim i u Angmaru i Mordoru, tijekom tisućljeća dobro služeći svojega Gospodara. Međutim, pričalo se da Sauron nije bio zadovoljan oračkom vojskom i želio je povećati njihovu snagu. Iako o tome ne govori niti jedan službeni spis ali ni pučke legende, vjerovalo se da strašnim čarolijama stvorio jednu novu, veću rasu oraka. Godine 2475. godine Uruk-haii (jer tako su se zvala ta stvorenja) su izašli iz Mordora i opljačkali Osgiliath. Uruci su bili visine ljudi, ravnih nogu i snažnih pleća, crne kože i krvi. I što je najgore od svega, za razliku od običnih oraka, nisu se plašili sunca i samim time su bili hrabriji i opasniji u borbi. U crnim oklopima, često noseći ravne mačeve i dugačke lukove, kao i mnoštvo drugog oračkog otrovnog oružja, Uruk-hai su postali elitni vojnici i najčešće su bili visoki zapovjednici i vođe manjih Oraka. U stoljećima koja su uslijedila Uruci i Orci su sklapali brojne saveze sa zlim ljudima u želji za uništenjem svih kraljevstva vilenjaka i ljudi. 
Godine 1980. u Moriji se probudio moćni demon balrog i uz pomoć oraka iz Maglenoga gorja osvojio je to patuljačko kraljevstvo i pobio sve patuljke koji su mu se našli na putu. Ali ta će pobjeda nad patuljcima na kraju biti uzrok propasti oraka na sjeveru, jer su patuljci bili tako bijesni da uopće nisu pitali za cijenu koju će platiti kako bi se osvetili za Moriju. Tako se od 2793. do 2799. godine vodio sedmogodišnji rat do istrebljenja, nazvan Rat patuljaka i orka. U tom ratu, u kojem je poginulo i mnogo patuljaka, svi su orci iz Maglenoga gorja ubijeni ili otjerani. Ispred samog ulaza u Moriju vođena je Bitka Azanulbizara, u kojoj su svi orci bili pobijeni a glava njihovog generala Azoga nabijena na kolac. Tako je Magleno gorje na neko vrijeme bilo oslobođeno od oraka. 
Godine 2941. druga je nesreća zadesila orke na sjeveru. Poslije smrti zmaja Smauga svi su orci Gundabada došli u Erebor i pod Pustogorom se povela Bitka pet vojski: orke je predvodio Bolg, Azogov sin, koji je žarko želio osvetiti oca. Jedino što je postigao je bila njegova smrt i smrt svih njegovih vojnika. 

### Rat za Prsten
U Ratu za Prsten, posljednjem velikom ratu Trećega doba, oračke su legije bile posvuda – bilo je tu neustrašivih uruk-haija pod zapovjedništvom Isengarda i odmetnutog Sarumana, sitnijih oraka s obilježjima Minas Morgula i bezbrojnih oraka svih rasa iz Mordora pod zapovjedništvom samog Saurona. Borili su se u brojnim čarkama i zasjedama kao i u Bitci kod Isenskih gazova, Bitci kod Rograda, Bitci na Pelennorskim poljima, Bitci pod drvećem i Bitci kod Dola. U tim su bitkama poginule tisuće na obje strane. Ipak, pričalo se da je većinu svojih snaga Sauron zadržao u Mordoru do trenutka dok mu se neprijatelj nije pojavio pred sjevernim vratima kraljevstva. Sudbina Međuzemlja bila je riješena u toj posljednjoj bitci ispred Morannona. Sve su se strašne snage Mordora na Sauronovu zapovijed obrušile na vojsku Zapovjednika Zapada. Međutim, baš u tom trenu, u vatrama Klete gore, uništen je Jedinstveni Prsten koji je pod svojim utjecajem držao cijeli Sauronov mračni svijet. 
"Ali Gandalf podigne ruke uvis i još jednom poviče zvonkim glasom: 'Stanite, ljudi sa Zapada! Stanite i pričekajte! Ovo je čas usuda.' Još dok je on to govorio tlo im se pod nogama zatrese. ..." (Povratak kralja**, str. 246.)
Crna kapija i Crna kula su se urušile, najmoćnije Sauronove sluge je progutala vatra, a Mračni je Gospodar postao crni dim koji je otpuhao zapadni vjetar. Orci su nestajali jedan za drugim. Iako su neki preživjeli, nikad se više nisu uzdigli u velikome broju nego su izumirali i slabili, i postali manji goblinski narod kome ništa nije preostalo osim glasina o njihovoj davnoj zloj moći. 

"- Odzvonilo je Sauronovu carstvu" – reče Gandalf. – Nositelj Prstena izvršio je svoju zadaću. 
Dok su zapovjednici gledali na jug, prema zemlji Mordor, učinilo im se da se naspram pokrova od oblaka diže divovski sjenoviti lik, neprobojan, okrunjen munjom, zauzimajući čitavo nebo. Onako golem, propinjao se iznad svijeta i pružao prema njima grdnu prijeteću šaku, užasnu ali nemoćnu: jer dok se još nadvijao nad njima, zahvatio ga je silan vjetar i otpuhao, odnio, i zavladalo je zatišje." (Povratak kralja**, str. 246.)

## Citati
*Silmarillion, Algoritam, Zagreb 2002., drugo izdanje 
*Povratak kralja, Algoritam, Zagreb 2002., sedmo izdanje''